# Caisse des écoles
En France, la caisse des écoles est un établissement public local (communal ou intercommunal), présidé par le maire ou le président de l'EPCI. Elle intervient en faveur des enfants relevant de l'enseignement du premier et du second degrés dans tous les domaines de la vie scolaire (social, culturel, éducatif et sanitaire), que ce soit dans l'enseignement public ou l'enseignement privé.

## Histoire
- 1849 : un commerçant, M. Barreswil, établit la première caisse des écoles dans le 3e arrondissement de Paris. Appartenant à la Garde nationale, il a l’idée de donner le reliquat de la caisse de secours de son bataillon au maire, M. Hamelin, pour qu’il soit pourvu aux besoins des enfants n’ayant pas matériellement la possibilité de fréquenter l’école. Ayant recueilli des dons parmi ses concitoyens, le maire crée une commission qui distribue les secours mais aussi des récompenses aux enfants méritants. À cette époque, la caisse des écoles est financée par la célébration d'une messe solennelle en musique en l'église Saint-Eustache. La fréquentation scolaire s’accroît et l’illettrisme régresse. L’expérience devient permanente.

- 1865 : la première caisse des écoles départementale est créée dans les Vosges.

- 1867 : Victor Duruy, ministre de l’Instruction publique, propose dans la loi du 10 avril 1867 de reconnaître légalement les caisses des écoles et d’octroyer une subvention pour chaque création réalisée par les communes[2]. Cependant, les modalités d’organisation de la caisse des écoles n’étant pas fixées réglementairement, les conseils municipaux gardent toute latitude en la matière.

- 1871 : au lendemain de la guerre franco-prussienne et alors que les caisses des écoles sont désorganisées, la France est en retard en matière d’instruction primaire. Les pouvoirs publics incitent à la création de caisses des écoles, ce qui entraîne un nouveau développement de ces caisses, y compris dans les départements qui en étaient précédemment dépourvus.

- 1878 : on recense 511 caisses des écoles.

- 1882 : lors de la présentation au Parlement de sa réforme de l’Éducation nationale, Jules Ferry insiste sur le rôle que doivent jouer les caisses des écoles. L’adoption de la loi de 1882 sur l’enseignement primaire obligatoire a pour corollaire d’obliger chaque commune à créer une caisse des écoles[3]. Un modèle de statuts, adopté par la majorité des municipalités, est proposé. Chaque caisse des écoles est présidée par le maire[4] et administrée par un comité composé de membres de la commission scolaire et de souscripteurs élus en assemblée générale. D’autre part, l’intervention régulière et active des particuliers est recherchée.

- 1883 : encouragées par une subvention d’État, les créations de caisses des écoles se multiplient. On recense plus de 19 000 caisses des écoles. Cependant, le montant des crédits inscrits au budget de l’État s’avère insuffisant pour répondre à l’ensemble des demandes de subvention et l’engouement tombe rapidement. D’autre part, les communes rurales qui accueillent une faible population scolaire bénéficient de cette subvention tandis que les villes qui, elles, reçoivent une population scolaire importante, ne peuvent prétendre à bénéficier de la subvention du fait de leur capacité fiscale trop élevée.

- 1889 : une loi du 19 juillet n’autorise l’attribution de subventions qu’aux caisses des écoles les plus actives en matière d’aide aux élèves indigents[5]. Mais la faiblesse des crédits budgétaires rend le système peu efficace au cours de la Troisième République.

## Fonctionnement
La caisse des écoles a été institutionnalisée en 1867 puis généralisée dans toutes les communes en 1882 ; ces dispositions ont été codifiées dans le code de l'éducation.
Juridiquement, la caisse des écoles est un établissement public communal ou intercommunal chargé d'encourager la fréquentation scolaire. La création d'un tel établissement est obligatoire dans chaque commune même si depuis 2001, elle peut être dissoute lorsqu'elle n'a procédé à aucune opération comptable au cours des trois dernières années. 
La caisse des écoles est créée par délibération du conseil municipal ; les règles d'organisation et de fonctionnement de ces établissements publics sont définies par les statuts arrêtés lors de la création par la municipalité. Le maire préside de droit un conseil d'administration composé en principe de représentants des sociétaires (personnes privées réglant une cotisation), de conseillers municipaux élus et de représentants de l'État : l'inspecteur de l'Éducation nationale et un délégué du préfet. L'Inspecteur de l'Éducation nationale est le plus souvent représenté par les directeurs des écoles de la commune. Les caisses des écoles de Paris, Lyon et Marseille sont régies par des dispositions particulières prenant en compte l'organisation spécifique de ces villes (arrondissements).
Pendant longtemps les caisses des écoles ne pouvaient intervenir qu'en faveur des enfants qui fréquentaient les écoles publiques. Mais depuis le 1er janvier 2005, les caisses des écoles ont légalement la possibilité d'agir en faveur des enfants qui fréquentent les écoles privées.
Aujourd'hui, et conformément à la loi de programmation pour la cohésion sociale, les caisses des écoles sont légalement habilitées à intervenir en faveur des enfants relevant de l'enseignement du premier et du second degrés dans tous les domaines de la vie scolaire. Elles peuvent, en particulier, constituer des dispositifs de réussite éducative.
Elles ne doivent pas être confondues avec les coopératives scolaires.